# American Marketing Association
L’American Marketing Association est une association professionnelle américaine de professionnels du marketing et du marketing management. 
Elle regroupait 30 000 membres en 2012.
Fondée en 1937, elle a son siège à Chicago.
Elle publie le Journal of Marketing, le Journal of Marketing Research, le Journal of Public Policy & Marketing et Marketing News.
Elle est célèbre pour sa définition du marketing qu’elle remet à jour périodiquement depuis l’élaboration d’une première version en 1935,par la National Association of Marketing Teachers dont elle est issue.
Elle publie en ligne un dictionnaire des termes du marketing de Abandonment à Zoning.

## Évolution de sa définition du marketing et du marketing management
- 1935.  De finition de la National Association of Marketing Teachers adoptée implicitement en 1937.
- 1948. Reprend formellement celle de la NAMT.
- 1960. Revisite.
- 1985. Revise une définition qui n'avait pratiquement pas changé depuis cinquante ans
- 2004. Une nouvelle
- 2013. Une nouvelle
- 2016. Dans son dictionnaire en ligne, la définition 2013 et une définition du marketing management